# NGC 34
NGC 34(또는 NGC 17)은 고래자리에 위치한 나선 은하이다.
NGC 34은 두 개의 원반 은하가 합병하여 형성된 천체이다. 은하 중앙에는 별들이 새로 만들어지고 있다. 지구에서 약 2억 5,000만 광년 떨어져 있다.